# Carrozzeria Orlandi
Carrozzeria Orlandi es una empresa carrocera de autobuses italiana. Su sede está en Módena y fue fundada en 1881. En 1972 Fiat toma la mayoría accionarial y en 1988 Fiat controla la totalidad de la empresa y la integra en Iveco.

## Historia

### Antecedentes
En 1959 Angelo Orlandi crea un taller para la construcción y reparación de carros y carretas en Crespellano, Italia. Debido a una necesidad de espacio, decide trasladarse a la vecina Bazzano. Poco a poco van aumentando los pedidos e incluso se diseña y patenta un nuevo tipo de suspensión.
En 1881, la necesidad de ampliar los talleres, influye en un nuevo traslado de la empresa. Esta vez a Módena.

### Módena
En esta localidad, en parte debido a su nueva planificación urbana y al aumento del transporte público y en parte a su adinerada población, aumentan exponencialmente su producción. En 1892 se tiene que crear una verdadera fábrica en unos nuevos locales, donde cuentan incluso con un motor de vapor estático.
Se crea una sucursal en Roma, en la cual también se crean carruajes y tranvías tirados por caballos, en general destinados al transporte público.
En 1895, la empresa tenía bastante reconocimiento como empresa carrocera en la instalación de nuevas tapicerías, faros, pintura, etc.

### Llegan los motores
Con la llegada de los primeros vehículos a motor y el interés por ellos de los hijos de Angelo Orlandi (Augusto, Enrico y Giovanni), comienzan a estudiar la posible fabricación de carrocerías sobre chasis con motor. En 1898, fue creado el primer Ómnibus. En 1899, se llega a un acuerdo con Ciro Bonacini para que fabrique los chasis motor, que Orlandi luego carrozaba según las necesidades de sus clientes.
Se hacen diversos viajes publitarios y se presentan los productos en diferentes salones.
En 1907 Muere Angelo y sus hijos heredan la empresa.

### Augusto, Enrico y Giovanni
Augusto, Enrico y Giovanni Orlandi trasladan de nuevo su fábrica. Construyen tanto coches, como autobuses y vehículos especiales, siempre con chasis motor de otras marcas.
Con la llegada de la Primera Guerra Mundial La producción tiene que aumentarse al máximo debido a los pedidos de ambulancias y vehículos de intendencia tanto de la cruz Roja como del ejército italiano.
En el periodo entre guerras se reestructura la empresa, especializándose en el carrozado de autocares y vehículos de servicio público.
En 1921 con la muerte de Augusto y Enrico la empresa se divide en dos por problemas de herencia.

### Dos Carroceras Orlandi
Carrozzeria Giovanni Orlandi pronto es comprada por la Fundición Vismara que la convierte en la Officine Padane que continuó carrozando vehículos.
El que continúa la saga familiar es la hijo de Enrico, Renzo Orlandi, creando Carrozzeria Emiliana Renzo Orlandi. No solo fabrica autocares, furgones y camiones sino que también produce algunos automóviles a medida.
Al principio de los años '30 Renzo Orlandi es de los primeros en usar carrocerías totalmente metálicas en vehículos industriales. Entre sus famosos clientes esta la Scuderia Ferrari.
Durante la Segunda Guerra Mundial la fábrica fue movilizada para la fabricación de vehículos militares por el ejército de Mussolini (del 1939 al 1943), después (1943-1945) fue requisada para fabricar y reparar aviones de la Luftwaffe y finalmente fue destruida por los bombardeos aliados.

### Renacer
En la posguerra debido a la destrucción del sistema ferroviario surgió una necesidad de autocares para el transporte público y de camiones para el transporte de mercancías lo cual ayuda a la rápida recuperación de la compañía.
A principio de los `50 se pone el motor atrás de forma trasversal siguiendo las tendencias de EE. UU.
Empiezan las exportaciones, principalmente a Grecia, Yugoslavia y Argentina.
En 1956 Renzo cede un 10% de su empresa a su hijo Angelo, se vuelve a trasladar la fábrica y se llega a un acuerdo con la española Irizar para que fabrique los modelos de la compañía.
En 1961 se convierte en una sociedad anónima (Società per azioni (S.p.A.)).
Debido al aumento de las exportaciones y a la colaboración con marcas extranjeras (Magirus, Man, Mercedes, Berliet y Saviem) en 1964 es necesario un último traslado de la fábrica. En este año se produce el primer autocar con aire acondicionado de Italia.
Al final de los '60 y sobre todo al principio de los '70 comienzan las dificultades económicas debido a la crisis general y a problemas sindicales. Angelo hereda la empresa y las pérdidas empiezan a ser enormes, con lo que se dedica a buscar un socio importante.

### Fiat
Aunque estaban las negociaciones muy avanzadas con Mercedes-Benz, al final, Fiat se quedó con el 70% de la empresa (el 28% quedó en manos de Angelo y 1% en cada una de sus hermanas).
La mentalidad de Fiat contrasta fuertemente con los trabajadores de Orlandi ya que no están acostumbrados a las grandes series. Poco a poco se va optimizando en búsqueda del aumento de la producción (156 en 1972, 185 en 1973). Desaparecen los cromados y los adornos. Se coloca aire acondicionado normalmente y aparecen grandes superficies acristaladas.
Según va aumentando la producción (199 en 1974) también lo hacen las huelgas y las pérdidas (ya que no son compensadas con el alza de los precios).
En 1975 recibe ayudas estatales y en 1977 vuelve a tener beneficios.
Al principio de los '80 disminuyen las ventas (166 en 1982 y 168 en 1983) por el cambio de modelos y la reestructuración de la fábrica. En 1984 (200 unidades) se vuelven a recuperar las ventas y se empieza a exportar a Libia y a Egipto. Desde esta época se puede considerar un líder absoluto en la construcción de vehículos destinado al transporte de personalidades (varios equipos de F1 son clientes por ejemplo).

### Orlandi-Sicca
En 1988 Angelo Orlandi con una edad muy avanzada acepta la oferta por sus acciones por parte de Fiat. Desde el momento que Fiat consigue la totalidad de las acciones integra la empresa en Iveco, conglomerado de los vehículos industriales de Fiat. La producción aumenta (278 en 1988, 375 en 1989, 372 en 1990).
En 1991 se transfiere el diseño, producción y comercialización de carrocerías para autobuses de todo el grupo Iveco a una nueva empresa Orlandi-Sicca SpA. Dispone de dos fábricas, la de Módena y la que perteneciera a Sicca (posteriormente del consorcio InBUS, conglomerado de las empresas carroceras de Autobuses de Iveco) en Vittorio Veneto. Ya se producen 567 Unidades, pero continúan las pérdidas. En 1994 se empiezan a fabricar los chasis en la fábrica de Iveco de Valle Ufita. En 1995 vuelven los beneficios y se reestructura la fábrica de Módena finalizando la producción de vehículos después de una larga tradición. Los locales se dedican a la actividad comercial y todos los aspectos de post-venta.

### Irisbus
En 1998 Iveco y Renault V.I. integran sus actividades en la construcción de autobuses en una empresa conjunta: Irisbus, convirtiéndose en el segundo fabricante de autobuses de Europa.
De los más de 140 años de Orlandi solo quedan las oficinas centrales para Italia de Irisbus.

## Productos
- Modelo C: sobre chasis Fiat 370 comienza a fabricarse en 1975 (Rediseño en 1977)
- Meteor: Diseñado por Iso Hosoe sobre chasis 370.[2]
- Cheyenne: sobre chasis Fiat 697.
- Spazio: Diseñado por Iso Hosoe sobre chasis 370.[3]
- Poker: Sobre chasis Magirus, SPA o Mercedes O 303.
- Pokerino: sobre chasis Fiat 315.
- Poker II.
- Domino: Sobre chasis Iveco 391 o Irisbus 397.

## Modelos carrozados por Carrozzeria Emiliana Renzo Orlandi
- Fiat 306
- Fiat 308
- Fiat 309
- Fiat 314
- Fiat 343
- Iveco 315
- Iveco 370
- Iveco 391 Orlandi Domino, granturismo
- Irisbus 397 Orlandi Domino Gts, granturismo
- Fiat 635
- Fiat 642
- Fiat 682
- Lancia 3 RO P3
- Lancia Esatau V 11
- Lancia Esatau 703
- Lancia Esagamma 715